# Giuseppe Pella
Giuseppe Pella (n. 18 aprilie 1902, Valdengo, Piemont, Italia – d. 31 mai 1981, Roma, Italia) a fost un politician italian.